# Lamrabih
Lamrabih  (in arabo لمرابيح‎?) è un centro abitato e comune rurale del Marocco situato nella provincia di Sidi Kacem, regione di Rabat-Salé-Kénitra. Conta una popolazione di 20 461 abitanti (censimento 2014).